# Hanneke Beaumont
Hanneke Beaumont (Maastricht, 1947) is een Nederlandse beeldhouwer, woonachtig en werkzaam in België.

## Leven en werk
Beaumont studeerde tandheelkunde in de Verenigde Staten. Ze keerde terug naar Europa en vestigde zich in België.
Ze maakte de overstap naar de kunst, ging naar de Académie de Braine l'Alleud en studeerde vervolgens beeldhouwkunst aan de École Nationale Supérieure de La Cambre en de Hogere Rijksschool voor Beeldende Kunsten in Anderlecht. In 1983 had ze haar eerste solo-expositie. Ze ontving door de jaren heen diverse prijzen. Beaumont maakt haar sculpturen in klei, brons en gietijzer. Een voorbeeld van haar werk is het zes meter hoge beeld Stepping Forward bij het gebouw van de Raad van de Europese Unie in Brussel.

## Werken (selectie)
- Stepping Forward (2007), Brussel[1]
- Melancholia I (2009), Bad Homburg vor der Höhe

## Erkenning
- 1987 "Prix Métiers d'Arts 1987", Céramique Art de Terre et de Feu, P. Van Humbeeck Museum, Leuven
- 1994 Winnaar van de Grand Prix, Centre International d'Art Contemporain, Château Beychevelle, Frankrijk
- 2011 Winnaar van de "Premio Pietrasanta e la Versilia nel Mondo" award, Pietrasanta, Italië